# Bespokoïnoie khozaïstvo
 (octobre 2020).
Pour plus de détails, voir Fiche technique et Distribution.
Bespokoïnoie khozaïstvo (en russe : Беспокойное хозяйство; littéralement Un ménage agité) est un film soviétique réalisé par Mikhaïl Jarov, sorti en 1946,.

## Synopsis
Ogourtsov (Alexandre Grave), soldat de l'Armée rouge,  éleveur amateur de lapins avant la Grande Guerre patriotique, se rend vers son nouveau lieu d'affectation. En traversant une forêt, il entend une fille (Lioudmila Tselikovskaïa) chanter et se dirige vers elle. Il s'agit de Tonia, une jeune fille stricte qui a le grade de caporal. Il se trouve qu'ils sont affectés au même endroit. Une fois arrivés, ils tombent sur un homme en train de jouer de l'accordéon. Ils ne se rendent pas immédiatement compte que cet homme est le chef de leur mission, Semibab (Mikhaïl Jarov). Les nouveaux arrivants voient un terrain d'aviation atypique et n'ont aucune idée de leur mission.

## Fiche technique
- Photographie : Valentin Pavlov
- Musique : Youri Milioutine
- Décors : Boris Tchebotarev
- Montage : G. Slavatinskaia